# العلاقات السورينامية الليبيرية
العلاقات السورينامية الليبيرية هي العلاقات الثنائية التي تجمع بين سورينام وليبيريا.

## مقارنة بين البلدين
هذه مقارنة عامة ومرجعية للدولتين:
| وجه المقارنة                                              | سورينام                        | ليبيريا      |
| --------------------------------------------------------- | ------------------------------ | ------------ |
| المساحة (كم2)                                             | 163.27 ألف                     | 111.37 ألف   |
| عدد السكان (نسمة)                                         | 563.40 ألف                     | 4.73 مليون   |
| الكثافة السكانية (ن./كم²)                                 | 3.45                           | 42.47        |
| العاصمة                                                   | باراماريبو                     | مونروفيا     |
| اللغة الرسمية                                             | اللغة الهولندية                | لغة إنجليزية |
| العملة                                                    | دولار سورينامي، غيلدر سورينامي | دولار ليبيري |
| الناتج المحلي الإجمالي (بليون دولار)                      | 3.32 مليار                     | 2.16 مليار   |
| الناتج المحلي الإجمالي (تعادل القوة الشرائية) بليون دولار | 9.07 مليار                     | 3.76 مليار   |
| الناتج المحلي الإجمالي الاسمي للفرد دولار أمريكي          | 9.48 ألف                       | 455          |
| الناتج المحلي الإجمالي للفرد دولار أمريكي                 | 16.64 ألف                      | 842          |
| مؤشر التنمية البشرية                                      | 0.714                          | 0.430        |
| رمز المكالمات الدولي                                      | +597                           | +231         |
| رمز الإنترنت                                              | .sr                            | .lr          |
| المنطقة الزمنية                                           | 00                             | 00           |

## منظمات دولية مشتركة
يشترك البلدان في عضوية مجموعة من المنظمات الدولية، منها:
| علم المنظمة | اسم المنظمة                                 | تاريخ انضمام سورينام | تاريخ انضمام ليبيريا |
| ----------- | ------------------------------------------- | -------------------- | -------------------- |
|             | مؤسسة التمويل الدولية                       | 1 سبتمبر 2011        | 28 مارس 1962         |
|             | منظمة حظر الأسلحة الكيميائية                | ?                    | ?                    |
|             | الأمم المتحدة                               | 4 ديسمبر 1975        | 2 نوفمبر 1945        |
|             | الاتحاد الدولي للاتصالات                    | 15 يوليو 1976        | 10 أكتوبر 1927       |
|             | منظمة الشرطة الجنائية الدولية               | ?                    | ?                    |
|             | البنك الدولي للإنشاء والتعمير               | 27 يونيو 1978        | 28 مارس 1962         |
|             | الاتحاد البريدي العالمي                     | ?                    | ?                    |
|             | مجموعة دول أفريقيا والكاريبي والمحيط الهادئ | ?                    | ?                    |
|             | وكالة ضمان الاستثمار متعدد الأطراف          | 2 يوليو 2003         | 12 أبريل 2007        |
|             | يونسكو                                      | 16 يوليو 1976        | 6 مارس 1947          |

## وصلات خارجية
- موقع وزارة الخارجية السورينامية
- موقع وزارة الخارجية الليبيرية